# Aphaniosoma obscuratum
Aphaniosoma obscuratum är en tvåvingeart som beskrevs av Frey 1945. Aphaniosoma obscuratum ingår i släktet Aphaniosoma och familjen gulflugor. Inga underarter finns listade i Catalogue of Life.